# ナンパラ銃撃事件

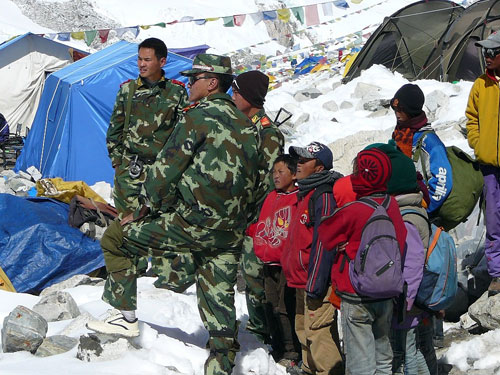
中国人民武装警察部隊の国境警備員と逮捕されたものの生還したチベット人、チョ・オユーのベースキャンプにて。

ナンパラ銃撃事件（ナンパラじゅうげきじけん、英語: Nangpa La shooting incident）は2006年9月30日、中国人民武装警察部隊の国境警備員がナンパラでチベットから不法出国しようとしているチベット人難民を銃撃したとされる事件。作家のジョナサン・グリーンや事件の目撃者は、非武装の難民たちが歩いているとき国境警備員に遠くから銃撃され、一人の修道女が殺害され数人が負傷し、また、殺害された修道女は17歳のケルサン・ナンツォであると主張している。ただし、公開された動画や写真は遠距離から撮影された不鮮明なもので、雪上の人影がケルサン・ナンツォ本人かどうか、また本人の生死も確認出来ない。子供を含む32人のチベット人が逮捕され、刑罰を受けた後に釈放されたが、チベット人権団体によれば2016年現在でも未だに行方不明者がいるとされる。中国政府は無防備な難民に対する銃撃を否定したが、近くにいた登山隊の一人でルーマニア人のセルジュ・マテイが事件発生当時の現場を動画で撮影していた。セルジュ・マテイがビデオをチベットから運び出し、ルーマニアのテレビ局であるPROTVで公開した結果、事件は主に欧米や西側諸国で広く報道されたが、日本国内では殆ど報道されなかった。

## 事件

### 銃撃事件
中国側の発表によると2006年9月30日、チベットに配備された中国の国境警察が79名の不法出国者を発見し、その内の27名を逮捕し、1名が死亡した。
チョ・オユーの国境警察が不法出国を試みるチベット人の集団を発見したので、空に向けて警告射撃を4回行い進行を停止する様に警告を発した。チベット人達は警告に従わずにネパールの方向へ急いで逃げ、何人かは警察に向かって石を投げつけたり、近づいて逮捕しようとするとナイフを取り出して頑なに抵抗し、警官の生命を危険に晒した。チベット人達は国境に近づいても警告を無視し逃亡を続けるので、警察が3回発砲した所、一人は足に銃弾が当たり逮捕され、もう一人は右腕に銃弾が命中した。右腕に銃弾を受けたのはナクチュ地区ビル県の白嘎郷徳吉村の24歳の女性であり、彼女は救命措置を受けたが海抜6200メートルの薄い酸素と極度の寒気という過酷な自然環境と出血多量により死亡した。
逮捕された27名の内、17名がチベット籍、1名が青海籍、9名が四川籍であった。18歳以下の未成年が19名おり、その中の8名が18歳だった。16名はダライ・ラマとの面会が目的で、11名はインドの学校で教育を受けるのが不法出国の目的だった。27名の内の3名は不法出国で逮捕されるのは2度目であった。また、逮捕されたチベット人を取り調べた結果、「蛇頭」と呼ばれる犯罪組織が大規模な不法出国を手引きしていた事が確認された。
一方でチベット人権団体の発表によれば、多くの子供を含む75人のチベット人、およびガイド2人はチベットを離れてインドのダラムシャーラーにいるダライ・ラマ14世に合流しようとした。その際に国境警備員に発見され逃亡するが、警備員は警告の後に一団に向けて発砲し、一人の尼僧が殺害され、また23歳のクンサン・ナンギャルが足を2回撃たれ、国境警備員が病院へ移送した。チベット人権団体が運営するニュースサイトであるパユル（Phayul）は2006年10月10日時点で、殺害されたのが17歳の尼僧ケルサン・ナンツォであると発表しているが、事件翌年の2007年1月31日時点の発表では殺害されたのは25歳の尼僧であると変更され、被害者の名前も記事には明記されなくなった(チベット人権団体の発表だけをソースに報道している欧米メディアでは未だに被害者の年齢が修正されておらず17歳のままになっている)。この時のチベット人の一団は非武装だった。ネパール・カトマンズのチベット難民移送センター（英: Tibetan Refugee Transit Center）に着いたのは41人だけだった。その2週間後に一行はダラムシャーラーに到着した。
ナンパラはチベットとネパールのクーンブ地域を繋ぐ交易路上、エベレストから30キロメートル北西のところにあった。チョ・オユーのベースキャンプからも見えたため数多くの外国人登山者が事件を目撃した。ベースキャンプでは沈黙しろという無形の圧力があったが、少なくとも2人は外の人間に連絡しようとした。マスコミではExplorersWebが率先して報道し、後に多くの外国人登山者が写真を公開、さらにルーマニア人カメラマンのセルジュ・マテイがビデオを撮って外国へと運び出した。セルジュはまた1人のチベット人に服を与え、ネパールへ越境するまで10時間匿った。
ケルサンのほかにも7人が死亡したという噂や、警告なしで射撃されたとの噂や、パユル（Phayul）によって「2人目の死者を中国側が認めたとの発表」もされたが、ジョナサン・グリーンの現地調査や生存者の証言から、警告の後に射撃が行われた事が判明し、死者も1名のみしか確認されておらず、International Campaign for Tibet（ICT）も死者は一人だけだと確認し、これらは噂や伝聞に基づく誤報と判明した。
カナダのチベット人権団体であるCanada Tibet Committeeの1999年時点の報告によれば、中国の国境警察が亡命しようとするチベット人を銃撃するのは稀なことであり、ネパールに脱出しようとするチベット人は逮捕され、しばらく投獄されることになるのが普通である。

### 動画と写真
- ネット上に公開された動画は何種類もあり、編集で場面をカットされたり銃声の音量やタイミングが違ったり、何種類かの動画が存在する。TopDocumentaryFilms.comで公開されている事件についてのドキュメンタリー「Tibet: Murder in the Snow」の冒頭動画[11]では比較的小さく遠くから響く様な音だが、lirung.comで公開されているPROTVの動画[12]では比較的大きく短く銃声らしき音が入っており、2種類の動画で全く違う銃声が録音されている。
- 遠くで銃を構える国境警察らしき人影は次のシーンではカットされ、チベット人が行列を作って雪の上を歩くシーンでは、同じ画面内に国境警察らしき人影は映っていない。
- PROTVの動画[12]のナレーターは人影が撃たれて死んだと認識して解説しているが、「Tibet: Murder in the Snow」の中で、事件を撮影したルーマニア人のセルジュ・マテイ本人が映像について解説するシーン[13]では、数十名の行列の先頭の人物が最初に倒れた直後に自力で立ち上がって再び歩き始め、二番手と大きく差を広げて行列を先行して歩き続けている事によって生存を確認し、「彼が大きな怪我をしていないことは明らかだ」と解説している。二番目に撃たれたとされる行列最後尾の人物は、発砲音から少し遅れて後ろを振り返った後に、雪の上に座るようにうずくまっているが生死や怪我の有無は確認出来ない。場面が切り替わって岩肌を3人で歩いている際に足を撃たれたとされる人物についても、一度うずくまる様に倒れた後に再び立ち上がって先行する2名の後を追い、岩肌の向こうまで歩いていくのを撮影した本人が認識し生存を確認している。少なくとも1キロ離れた場所から撮影された動画だけでは銃撃が本当に動画と同じ状況で行われたのか、銃撃により負傷者や死者が発生したのかどうかといった事は確認出来ない。
- カナダのチベット人権団体であるCanada Tibet Committeeの報告によれば、過去に発生した類似の銃撃事件では、威嚇射撃を受けたチベット人達は逮捕を恐れて四方八方に逃げているが[10]、このナンパラ銃撃事件で公開された動画では間近で人が射殺されたにも拘らず何事も起きなかったかのように平然と歩き続けている。ヒューマン・ライツ・ウォッチが2名の生還者に対して行ったインタビューでは、警察からの「止まらないと撃つぞ」という警告の後に銃撃が行われ、自分の命を守る為に必死で走って逃げたと証言している[14]。また、チベット人が運営するニュースサイトであるパユル（Phayul）が掲載した生還者の証言によれば[7]、事件当日に銃撃を受けた際には難民達はパニックを起こして雪の上を走って逃げたと証言している。しかし公開された動画では走る事はおろか急ぐ素振りすら確認出来ない。
- 一部の目撃者やメディアは難民達が胸の高さまで積もった雪の中を緩慢に進んでいたと主張しているが、公開された動画では雪は膝下までしか積もっていない。
- 通常の狙撃は地面に伏せたり銃座を使うなどして土台や足場を安定させた状態で行うが、動画の中の兵士は直立の姿勢のままで、歩いて動く標的を遠距離から一発必中の狙撃で殺害するという困難で不合理な行動を取っている。
- 難民達が懐にナイフを持っていたのかどうか、非武装だったかどうか、雪上に倒れたまま放置された人影はケルサン・ナンツォ本人かどうか、撮影された時点で死んでいるのか生きているのか、これらの情報は遠距離からの動画や写真だけでは確認しようがない。
- チベット人の一部は現在でも狩猟を行っており、その際に使うナイフや猟銃、その他の拳銃などの銃器を所持するチベット人は珍しくない[15][16]。しかし、動画では少なくともライフルの様な比較的大型な武器を所持していない事が確認出来る。

### その後

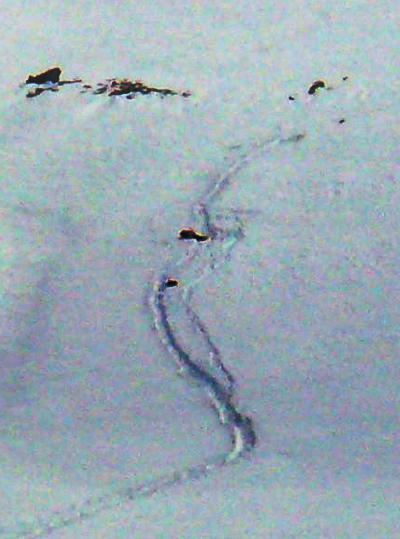
雪の中で埋もれているケルサン・ナンツォの死体とされる写真

事件の生還者たちがインドに到着した後、チベット人権民主センター（英: Tibetan Centre for Human Rights and Democracy (TCHRD)）が10月23日に記者会見を主催、生還者の1人はチベットから逃亡した目的はダライ・ラマに会って彼から祝福を受けることだったと述べた。
同日、中国当局は1人の仏教徒ケルサン・ナンツォが銃撃事件で殺されたことを認めた。事件のすぐ後、中国政府はナンパラで逮捕されたチベット人の1人が病院で酸素欠乏症により死亡したと発表したが、ビデオが公開されたことで認めざるを得なかった。国際法では国境警備隊による火器の使用は命に係わるとき、しかも最後の手段としてのみ認められており、目撃者の証言やビデオを見た政治家たちはこの銃撃事件は火器使用の条件を満たさないとしている。事件はチベットにおける人権に関心を呼び寄せ、11月30日にジュネーヴで開催された国際連合人権理事会会議では16の非政府組織が連名で国際連合人権高等弁務官のルイーズ・アルブールに対しナンパラ銃撃事件についての行動を質問したが、彼女は回答しなかった。
一連の報道に対して中国側は「欧米側による歪曲報道である」として抗議の意思を示した。

## 行方不明者
中国政府は被害者75人のうち18人の安否を明らかにしていなかった。そのうちの1人、事件当時14歳のJamyang Samtenは牢獄で数週間酷刑を受け、その後数か月間の強制労働を経て釈放された。彼は再度逃亡を試み、今度は成功してインドに辿り着いた。